# اچ‌ام‌اس آپ‌استارت (پی۶۵)
اچ‌ام‌اس آپ‌استارت (پی۶۵) (به انگلیسی: HMS Upstart (P65)) یک زیردریایی است که طول آن 58.22 m (191 ft) می‌باشد. این زیردریایی در سال ۱۹۴۲ ساخته شد.